# Тринитаполи
Тринитаполи (итал. Trinitapoli) је насеље у Италији у округу Барлета-Андрија-Трани, региону Апулија.
Према процени из 2011. у насељу је живело 13885 становника. Насеље се налази на надморској висини од 9 м.

## Становништво
Према резултатима пописа становништва 2011. у општини је живело 14.293 становника.
| 1931.  | 1936.  | 1951.  | 1961.  | 1971.  | 1981.  | 1991.  | 2001.  | 2011.  |
| ------ | ------ | ------ | ------ | ------ | ------ | ------ | ------ | ------ |
| 12.722 | 12.424 | 14.701 | 14.226 | 13.019 | 13.296 | 13.604 | 14.448 | 14.293 |